# Малогнатівка
Малогна́тівка (урум. Хараоба) — село Волноваської міської громади Волноваського району Донецької області, Україна.

## Загальні відомості
Відстань до райцентру становить близько 10 км і проходить автошляхом Т 0512. Землі села межують із територією с-ща. Бахчовик, Бойківський район, Донецької області.

## Населення

### Мова
Розподіл населення за рідною мовою за даними перепису 2001 року:
| Мова       | Кількість | Відсоток |
| ---------- | --------- | -------- |
| українська | 92        | 60.93%   |
| російська  | 56        | 37.09%   |
| грецька    | 2         | 1.32%    |
| білоруська | 1         | 0.66%    |
| Усього     | 151       | 100%     |

За даними перепису 2001 року населення села становило 151 особу, з них 60,93 % зазначили рідною мову українську, 37,09 % — російську, 1,32 % — грецьку та 0,66 % — білоруську мову.

## Відомі люди
- Білязе Олександр Олексійович (нар. 14 січня 1927 — український тренер-викладач фізичного виховання, віце-президент Спортивного клубу Сергія Бубки, заслужений тренер СРСР, заслужений тренер України, заслужений працівник культури України.